# Pogorje Hengduan
Pogorje Hengduan (poenostavljeno kitajsko: 横断山脉; tradicionalno kitajsko: 橫斷山脈; pinjin: Héngduàn Shānmài) je skupina gorskih verig na jugozahodu Kitajske, ki povezujejo jugovzhodne dele Tibetanske planote s planoto Junan-Guidžov. Je predvsem veliko severno-južno gorovje, ki učinkovito ločuje nižine v severnem Mjanmaru od nižin Sečuanske kotline. Za ta gorovja je značilen znaten navpični relief, ki izvira iz trka Indijske podceline z Evrazijsko ploščo in ga dodatno dolbejo večje reke, ki odtekajo iz vzhodne Tibetanske planote. Te reke, Jangce, Mekong in Salven, so danes priznane kot območje svetovne dediščine UNESCO, Zavarovana območja v narodnem parku treh vzporednih rek v provinci Junan.
Pogorje Hengduan pokriva velik del zahodne današnje province Sečuan, pa tudi severozahodne dele Junana, najvzhodnejšega dela Tibetanske avtonomne regije in se dotika delov južnega Činghaja. Poleg tega nekateri deli vzhodne zvezne države Kačin v sosednjem Mjanmaru veljajo za del skupine Hengduan. Pogorje Hengduan je dolgo približno 900 kilometrov in se razteza od 33° severne zemljepisne dolžine do 25° severne zemljepisne dolžine. Glede na obseg definicije je po najožji definiciji široko tudi približno 400 kilometrov in se razteza od 98° vzhodne do 102° vzhodne zemljepisne dolžine. Območje, ki ga pokrivajo ta gorovja, približno ustreza tibetanski regiji Kham.
Subalpski iglasti gozdovi pogorja Hengduan so palearktični ekoregija v biomu iglavcev zmernega pasu, ki pokriva dele gora.

## Geografija
Gorski sistem Hengduan je sestavljen iz številnih gorskih verig, ki večinoma potekajo približno od severa proti jugu. Te gorske verige pa lahko nadalje razdelimo na različne podgorja. Sestavna gorovja Hengduan so ločena z globokimi rečnimi dolinami, ki usmerjajo vode številnih velikih rek jugovzhodne Azije. Jedro pogorja Hengduan lahko razdelimo na štiri glavna sestavna gorovja, opisana spodaj.
- Najzahodnejše glavno gorovje Hengduan poteka od severa proti jugu med rekama Salven (Nu) in Mekong (Lancang). Severna polovica tega gorovja, ki je v avtonomni pokrajini Tibet, se imenuje gorovje Taniantaveng, južna polovica v Junanu pa gorovje Nu. Glavno podgorje vzdolž tega sistema so Snežne gore Meili in njihov najvišji vrh Kavagebo.
- Proti vzhodu je naslednji večji pododsek pogorja Hengduan gorovje, ki se razteza med rekama Mekong (Lancang) in Jangce (Džinša). Najsevernejši deli tega gorovja se imenujejo gorovje Mangkam, srednji del je znan kot gorovje Ninčin, južni konec pa se imenuje gorovje Jun. Gorovje Julong je podgorje tega sistema, najvišji vrh pa je Šanzidou na gori Snežni žadasti zmaj. Vzhodna Himalaja, del večjega himalajskega gorovja, je neposredna soseda pogorja Hengduan na njegovem zahodu.
- Tretja glavna komponenta pogorja Hengduan je del, ki se razteza med rekama Jangce (Džinša) in Jalong. Ta del je skoraj po celotni dolžini znan kot gorovje Šaluli, razen najsevernejšega podgorja, ki se imenuje gorovje Čola. Najvišja točka celotnega dela je masiv Genjen.
- Najvzhodnejše je gorovje Dašue med rekama Jalong in Dadu. V tem gorovju prevladuje gora Gongga, najvišji vrh v celotni skupini Hengduan in najvišji vrh vzhodno od Himalaje.[3]

Poleg štirih osrednjih sistemov, opisanih zgoraj, so v skupino Hengduan včasih vključena tudi nekatera sosednja gorovja. Na zahodu gorovje Gaoligong tvori dodatno oviro vzdolž zahodnega roba Salweena, vendar ga je natančneje opisati kot podaljšek gorovja Bašoila Ling, ki se povezuje z vzhodnim gorovjem Njenčen Tanglha čez osrednji Tibet. Na vzhodu sta gorovja Čjonglaj in Min včasih vključena v pogorje Hengduan, saj ti dve gorovji tvorita vzhodne robove Tibetanske planote.

## Ekosistemi
Pogorje Hengduan podpira vrsto habitatov, od subtropskih do zmernih in gorskih biomov. Gore so večinoma prekrite s subalpskimi iglastimi gozdovi. Nadmorska višina se giblje od 1300 do 6000 metrov. Gosti, neokrnjeni gozdovi, relativna osamljenost in dejstvo, da večina območja med ledenimi dobami ni bila poledenena, zagotavljajo zelo kompleksen habitat z visoko stopnjo biotske raznovrstnosti.
Ekoregije, ki sovpadajo s pogorjem Hengduan, so:
- Grmičevje in travniki jugovzhodnega Tibeta v višjih in severnih delih pogorja Hengduan
- Subalpski iglasti gozdovi v pogorju Hengduan v severnem Junanu in zahodnih delih osrednjega Hengduana v Sečuanu
- Alpski iglasti in mešani gozdovi v soteski Nudžjang Langcang vzdolž najzahodnejših verig pogorja Hengduan
- Iglasti gozdovi Čionglaj-Minšan v vzhodnih delih Hengduana ob robu Sečuanske kotline
- Subtropski zimzeleni gozdovi planote Junan v južnih delih Hengduana, kjer gorovje prehaja v planoto Junguj
- Subtropski gozdovi severne Indokine v gorovju Nu, jugozahodnem sestavnem delu pogorja Hengduan v Junanu

Poleg tega kitajska vlada najnižje nadmorske višine dolin rek Džinša (Jangce) in Nu (Salven) v južnih verigah Hengduan uvršča med tropsko savano.
V najvzhodnejših delih pogorja Hengduan živi redek in ogrožen orjaški panda. Druge vrste, ki izvirajo iz gora, so kitajska tisa (Taxus chinensis) in različne druge redke rastline, jeleni in primati.

## Galerija
- Ledenik Hailuogou, pobočja gore Gongga (Minja Konka), provinca Sečuan
- Gora Čenredzig, pogled z reke Jading Šin, jugozahodni Sečuan. Najvišji vrh gorovja Jading
- Gora Džampeljang, gorovje Jading, jugozahodni Sečuan
- Travniki Čonggu in z iglavci poraslo vznožje gore Čanadorje, v ozadju zasneženo. Gorovje Jading
- Jezero ob vznožju gore Čanadorje, gorovje Jading, jugozahodni Sečuan
- Gozdnata pobočja gorovja Čola, provinca Sečuan
- Panorama masiva Genjen, provinca Sečuan
- Lidžjang, provinca Junan (edino mesto znotraj Hengduan Šana), ki ga zasenči Snežna gora Žadastega zmaja
- Gorovje Meili, meja okrožja Dêčên, Junan s Tibetom
- Kawagarbo, najvišji vrh gorovja Meili, meja Junan/Tibet
- Gorovje Gaoligong, meja zahodnega Junana in Mjanmara (Burme)
- Železniški predor Gaoligong, Junan/Mjanmar
- Nazobčani vrhovi, ki se dvigajo iz soteske reke Jangce, provinca Junan
- Poskusna hidroelektrarna, soteska reke Salven, provinca Junan
- Dolina reke Lancang (zgornji Mekong), Baošan, Junan
- Iglasti gozdovi Hengduan, okrožje Dêgê, severozahodno od province Sečuan